# علي خان (لاعب كريكت)
علي خان (1 أغسطس 1989 في باكستان - ) هو لاعب كريكت باكستاني.

## وصلات خارجية
- علي خان على موقع إي آس بي آن كريك إنفو (الإنجليزية)